# Pimpinella supermagna
Pimpinella supermagna är en flockblommig växtart som beskrevs av Hübl. Pimpinella supermagna ingår i släktet bockrötter, och familjen flockblommiga växter. Inga underarter finns listade i Catalogue of Life.